# ランチェーラ
ランチェーラ（西: Ranchera）は、メキシコの伝統的な音楽ジャンル。カンシオン・ランチェーラ（西: canción ranchera、「田園風歌謡」、「農夫の歌」の意）の略。日本語表記としてはランチェラもある。
メキシコの楽曲は一般的に明るい内容が曲調が多いが、ランチェーラも同様であり、3拍子の曲調となっている。

## 代表的なランチェーラの楽曲
- シエリト・リンド

## 著名なランチェーラ歌手
- アレハンドロ・フェルナンデス

## アルゼンチン
上記のメキシコのランチェーラとは別に、アルゼンチンにもランチェーラと呼ばれる音楽ジャンルがある。
ヨーロッパに発した民族舞踊のマズルカがアルゼンチンに伝わり、マスルカ・ランチェーラ（西: mazurca ranchera）として土着化した。ブエノスアイレス周辺では1930年代に大いに流行し、レコードも多数製作されたが、後に廃れていった。
3/4拍子で8小節または16小節に休止がある。